# Günter Kerbler
Günter Kerbler (* 7. Juli 1955 in Horn, Niederösterreich) ist ein österreichischer Immobilien-Investor und Manager und gilt als Experte bei Altbau-, Wohn- und Gewerbeentwicklungen. Kerbler ist Gründer der conwert Immobilien Invest SE und der Kerbler Holding.

## Werdegang

### Jugend und Ausbildung
Kerbler kam im niederösterreichischen Horn zur Welt und besuchte hier die Handelsakademie, die er allerdings ohne Abschluss verließ. In jungen Jahren verdiente er sich sein Geld unter anderem mit Neben- und Ferialjobs als Eisverkäufer, Gebrauchtwagenhändler oder DJ. (vgl. Neubauer 2015: 1-7)

### Berufsleben
12 Jahre war Günter Kerbler bei der Wiener Städtischen als Versicherungsvertreter tätig. In den 80er Jahren kaufte Kerbler sein erstes Zinshaus und verkaufte es wenig später um das Doppelte.
Seit 1984 war Kerbler selbstständiger Immobilienhändler, 1988 gründete er seine erste Immobilienfirma. 2001 gründete Kerbler mit seinem Geschäftspartner Johannes Kowar die conwert Immobilien Invest AG, die seit November 2002 an der Wiener Börse notiert ist. Die conwert Immobilien Invest AG spezialisierte sich auf den Kauf und die Vermietung von Altbau-Wohnungen sowie auf deren Sanierung und besaß in Hochzeiten mehrere 1.000 Wohnobjekte im In- und Ausland. Das Kerngeschäft lag bei der Sanierung von Häusern mit Wohnungen der Kategorie B und C, welche auf eine Kategorie A-Wohnung umgebaut wurden.
Bis zum Frühjahr 2007 war Kerbler Vorstandsvorsitzender der conwert und wechselte im Juni 2007 aus gesundheitlichen Gründen in den Aufsichtsrat. 2009 verkaufte er seine conwert-Anteile und schied im Oktober 2010 endgültig aus.

#### Kerbler Holding GmbH
2009 gründete Günter Kerbler die Kerbler Holding GmbH. Mit Sitz in Wien hält diese branchenübergreifende Beteiligungen in verschiedenen Geschäftsfeldern im In- und Ausland. Das Kerngeschäft ist auch weiterhin die Immobilie. Die Kerbler Holding hält unter anderem Anteile der Wiener Privatbank, die 2016 die Valartis Bank AG übernahm.
Weiters steht Kerbler hinter der Vienna Estate SE und der cetus Baudevelopment GmbH.

#### Projekt Holzhochhaus
Ab 2015 war die Realisierung des Holzhochhauses „HoHo Wien“ in der Seestadt Aspern Ziel Günter Kerblers bzw. der cetus Baudevelopment GmbH. Mit 84 Metern Höhe ist es jetzt das höchste Holzhochhaus Österreichs.

## Beteiligungen
Neben dem Immobilien-Sektor beteiligt bzw. beteiligte sich Kerbler auch an anderen Unternehmen.

### Medien-Investor
Unter anderem war Kerbler Teilhaber der 1991 eingestellten Arbeiter-Zeitung. Außerdem war er bis 1999 an den Verlagen Erb und New Business sowie dem Wiener Stadtmagazin Falter beteiligt. Zudem gehörten ihm einige Jahre lang vierzig Prozent des Wiener Kino-Betreibers Kiba, zu dem auch das Wiener Gartenbaukino und das Metro-Kino gehörten. (vgl. Neubauer 2015: 1–7)
2015 beteiligte er sich an verschiedenen Start-up-Unternehmen.

### Tourismus und Gastronomie
Günter Kerbler revitalisierte das Spittelberg-Viertel im siebenten Wiener Bezirk, was ihm den Spitznamen "Spittelberg-Kaiser" einbrachte. Es folgten die Shultz-Bar, das Lux und die Italo-Kette „Francesco“, von denen er sich jedoch wieder trennte.
1998 und 1999 eröffnete Kerbler die beiden Lokale Guess Club I und II in der Kaunitzgasse und Kärntner Straße.
Seit 2001 ist Kerbler an einer Hotelanlage in der Dominikanischen Republik beteiligt.
Seit 2012 ist er mit Ex-conwert-Partner Johann Kowar an der Gerstner Gruppe beteiligt, welche die Bereiche Hofzuckerbäckerei, Kulinarik und Hotels umfasst.
Zudem entwickelt sein Team federführend das Stadtentwicklungsprojekt Horn. (vgl. Neubauer 2015: 1–7)

### Fertigteilhaus- bzw. Möbelbranche
Die Unternehmen Fertigteilhausfirma Griffner und Schachnerhaus und die Möbelmanufaktur Gruber & Schlager mussten 2013 und 2015 nach Sanierungsversuchen aufgrund von Managementfehlern und Marktrückgang Insolvenz anmelden.

### Privatleben
Kerbler ist seit 40 Jahren verheiratet und hat vier Töchter.